# Feliz Edgar Neto Vaz
Feliz Edgar Neto Vaz (sinh ngày 9 tháng 4 năm 1989 ở Vizela, Braga), hay đơn giản Feliz, là một cầu thủ bóng đá người Bồ Đào Nha thi đấu cho F.C. Famalicão ở vị trí tiền đạo.